# Zong Xiao Chen
Zong Xiao Chen (Chinees: 宗笑尘), Dandong, 8 maart 1998) is een darter uit China die uitkomt voor de PDC.

## Carrière
Zong speelde op de Shanghai Darts Masters 2017, waar hij met 0-6 verloor van James Wade. Later dat jaar won hij de Chinese kwalificatiewedstrijd om zich te kwalificeren voor het PDC World Darts Championship 2018. Hij speelde in de voorronde tegen Bernie Smith uit Nieuw-Zeeland, maar hoewel hij in sets met 0-2 verloor, zette hij in de wedstrijd een nieuw nationaal recordgemiddelde van 86,97 neer.
Halverwege het jaar vertegenwoordigde hij zijn land met Momo Zhou op de PDC World Cup of Darts 2018. Het verloor China in de eerste ronde van Zwitserland (Alex Fehlmann en Andy Bless) met 2–5 in legs. Later dat jaar speelde hij op de Shanghai Darts Masters 2018, waar hij met 0-6 verloor van Michael Smith. In november nam hij opnieuw deel aan de Chinese kwalificatiewedstrijd voor het PDC World Darts Championship 2019, maar verloor in de kwalificatiefinale met 2-5 in legs van de lager geplaatste Yuanjun Liu. Twee weken later nam hij deel aan het PDC Wereldjeugdkampioenschap 2018, waar hij in de groepsfase werd uitgeschakeld door Rhys Griffin. Het hele seizoen nam hij deel aan individuele PDC Asian Tour- en PDC Development Tour-toernooien, maar zonder groot succes.
In 2019 kreeg hij opnieuw de kans om China te vertegenwoordigen op de PDC World Cup of Darts. Deze keer was zijn partner Yuanjun Liu. Het Chinese team werd in de eerste ronde opnieuw uitgeschakeld en verloor dit keer met 1-5 in legs van het Amerikaanse team (Darin Young en Chuck Puleo). In oktober nam hij deel aan het volgende Chinese kwalificatietoernooi voor het PDC World Darts Championship 2020. In november speelde hij in de PDC Development Tour-competities en het PDC Wereldjeugdkampioenschap 2019, waar hij in de groepsfase werd uitgeschakeld door Luke Humphries. Zijn rivaal in de eerste ronde van het PDC Wereldkampioenschap Darts 2020 was Kyle Anderson, van wie hij met 2-3 verloor in sets.
De coronapandemie vertraagde zijn carrière, maar hij wijdde deze tijd aan het ontwikkelen van zijn vaardigheden. In 2022 was hij een van de spelers die uitgenodigd was voor deelname aan de PDC China Premier League. Hij won zeven van de negen reguliere speeldagen, was 21 wedstrijden ongeslagen, sloot de reguliere fase af als leider en versloeg uiteindelijk alle rivalen in de laatste play-offs. Zong versloeg Zheng Bin met 5-0 in de finale van de negende speeldag met een gemiddelde van 101,55, wat een nieuw nationaal recordgemiddelde was. Ondanks het winnen van het toernooi reisde Zong niet af naar het PDC World Darts Championship 2023, omdat hij vanwege allergieën niet kon worden ingeënt tegen het coronavirus en daarom niet buiten China mocht spelen.
Ook in 2023 won hij de PDC China Premier League, waardoor hij zich plaatste voor het PDC World Darts Championship 2024.

## Resultaten op Wereldkampioenschappen

### PDC
- 2018: Voorronde (laatste 72) (verloren van Bernie Smith met 0-2)
- 2020: Laatste 96 (verloren van Kyle Anderson met 2-3)
- 2024: Laatste 96 (verloren van Mickey Mansell met 0-3)
- 2025: Laatste 96 (verloren van Ricardo Pietreczko met 0-3)